# Jeon Soo-jin
Jeon Soo-jin (Seúl; 8 de noviembre de 1988) es una actriz de origen surcoreano. 

## Biografía
Nació en Seúl, pero fue criada en la Isla de Jeju.
Estudió diseño en la Konkuk University en 2008 

## Carrera
Empezó a hacer el trabajo a tiempo parcial como modelo para las revistas de moda de Shibuya y CeCi.
Jeon hizo su debut en 2012 y desde entonces ha protagonizado películas y series de televisión, en particular Godsend (2014) donde interpretó su primer papel principal.
En febrero de 2021 se anunció que se había unido al elenco de la película de horror Oh! My Ghost.

## Filmografía

### Películas
| Año  | Título                  | Rol           |
| ---- | ----------------------- | ------------- |
| 2013 | My Dear Girl, Jin-young | Jamie         |
| 2014 | Hot Young Bloods        | Song Yeon Hwa |
| 2014 | Godsend                 | So Young      |
| 2014 | Fly High                | Ye Jin        |
| 2021 | Oh! My Ghost            |               |

### Series de televisión
| Año  | Título                                   | Rol                                          | Canal         | Ref.   |
| ---- | ---------------------------------------- | -------------------------------------------- | ------------- | ------ |
| 2012 | School 2013                              | Kye Na Ri                                    | KBS 2TV       |        |
| 2013 | Drama Special "My Friend Is Still Alive" | Han Gook Hwa                                 | KBS 2TV       |        |
| 2013 | The Heirs                                | Kang Ye Sol                                  | SBS           |        |
| 2014 | Emergency Couple                         | Oh Jin Ae                                    | tvN           |        |
| 2014 | Sweden Laundry                           | Hong Bo Hee (aparición especial; episodio 6) | MBC Drama     |        |
| 2015 | Maids                                    | Gaeddong Yi                                  | jTBC          |        |
| 2015 | EXO Next Door                            | Ga Eun                                       | Naver TV Cast |        |
| 2016 | Descendientes del sol                    | Ri Ye Hwa                                    | KBS 2TV       |        |
| 2016 | Jackpot                                  | Hwanggoo Yeomeom                             | SBS           |        |
| 2017 | Voice                                    | Park Bok-nim                                 | OCN           |        |
| 2017 | Queen of Mystery                         | Kim Ho-soon                                  | KBS 2TV       |        |
| 2018 | Exit                                     | Ji Sun-young                                 | SBS           |        |
| 2018 | Your House Helper                        | Kang Hye-joo                                 | KBS 2TV       | [ 8 ]  |
| 2018 | Tale of Fairy                            | Lee Ham-sook                                 | tvN           | [ 9 ]  |
| 2022 | Mi diario de liberación                  | Lee Ye-rin                                   | jTBC          | [ 10 ] |

### Programas de televisión
| Año  | Título         | Canal       | Notas                       |
| ---- | -------------- | ----------- | --------------------------- |
| 2011 | Turning Point  | MBC Every 1 |                             |
| 2013 | News Line      | KBS 1TV     |                             |
| 2014 | We Got Married | MBC         | Especial, episodios 223-224 |

### Aparición en videos musicales
| Año  | Canción             | Artista                 |
| ---- | ------------------- | ----------------------- |
| 2012 | «Beautiful»         | Boom feat. Genius Tiger |
| 2016 | «Gazed at»          | Baek Ji-woong           |
| 2018 | «My Apology Letter» | Kim Yeon-woo            |

## Premios y nominaciones
| Año  | Premio                      | Categoría               | Trabajo nominado        | Resultados |
| ---- | --------------------------- | ----------------------- | ----------------------- | ---------- |
| 2014 | 34th Golden Cinema Festival | Mejor actriz revelación | My Dear Girl, Jin-young | Ganadora   |